# Schloss Rotberg
Schloss Rotberg är ett slott i Schweiz. Det ligger i distriktet Bezirk Dorneck och kantonen Solothurn, i den centrala delen av landet.
Närmaste samhälle är Mariastein, norr om Schloss Rotberg. 
I omgivningarna runt Schloss Rotberg finns en mosaik av blandskog och jordbruksmark.